# Порфіріо Армандо Бетанкур
Порфіріо Армандо Бетанкур (ісп. Porfirio Armando Betancourt; 10 жовтня 1957, Ла-Ліма — 28 липня 2021, Сан-Педро-Сула ) — гондураський футболіст, що грав на позиції нападника.
Виступав, зокрема, за клуби «Марафон» та «Логроньєс», а також національну збірну Гондурасу.

## Клубна кар'єра
Народився 10 жовтня 1957 року в місті Ла-Ліма. Бетанкур виріс у футбольній сім'ї. Його батько, Порфіріо Бетанкур, грав за клуб «Депортіво» (Олімпія), а його два дядьки грали за клуб «Депортіво Платенсе». На юнацькому рівні Порфіріо грав у клубі Cervecería Hondureña з 1976 року, паралельно закінчивши Escuela Internacional Sampedrana. У 1979 році він вступив до Університету Індіани в США, де протягом трьох сезонів грав за студентську футбольну команду «Індіана Гусерс», що грала у Студентському чемпіонаті США. Там гондурасець провів 3 сезони і 1980 року дійшов з командою до фіналу турніру.
По завершенні навчання у 1981 році клуб Major Indoor Soccer League «Сент-Луїс Стімерс» обрав Бетанкура у першому раунді драфту, однак Порфіріо відмовився підписати контракт із «Пароплавами» і замість цього повернувся до Гондурасу, ставши гравцем клубу «Реал Еспанья». Відіграв за клуб із Сан-Педро-Сула наступний сезон своєї ігрової кар'єри.
Після чемпіонату світу 1982 року Бетанкур переїхав до Франції, щоб продовжити кар'єру в клубі «Страсбур», який на той момент грав у французькому Дивізіоні 1. Гондурасець приєднався до «Страсбура» в червні 1982 року і залишався в команді до червня 1984 року, провівши за цей час 38 матчів чемпіонату (5 голів) і ще 7 кубкових ігор.
У 1984 році він повернувся до Сполучених Штатів, де виступав у Major Indoor Soccer League за «Сент-Луїс Стімерс» та «Канзас-Сіті Кометс», в перерві між якими 1986 року захищав кольори іспанського клубу «Логроньєс», зігравши 12 ігор Сегунди.
Завершив ігрову кар'єру на батьківщині у команді «Марафон» у 1988 році.

## Виступи за збірні
У 1977 році Бетанкур був включений до заявки молодіжної збірної Гондурасу на молодіжний чемпіонаті світу в Тунісі, де зіграв у двох матчах, але команда не подолала груповий етап.
У складі національної збірної Гондурасу був учасником чемпіонату світу 1982 року в Іспанії, де зіграв у всіх трьох іграх групового етапу проти Іспанії (1:1), Північної Ірландії (1:1) та Югославії (0:1), а його команда не подолала груповий етап.
Загалом протягом кар'єри у національній команді, яка тривала 4 роки, провів у її формі 9 матчів, забивши 5 голи.

## Титули і досягнення
- Срібний призер Чемпіонату націй КОНКАКАФ: 1985